# Niedriger Turm

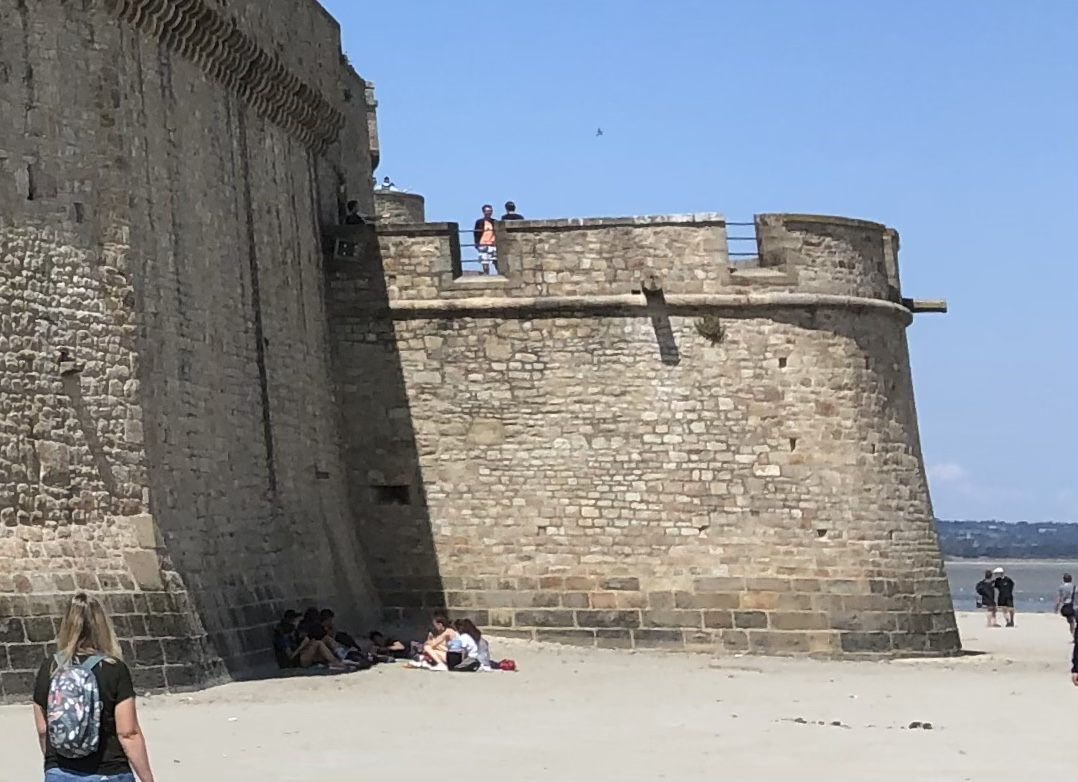
Turm Basse, Blick von Süden, 2022

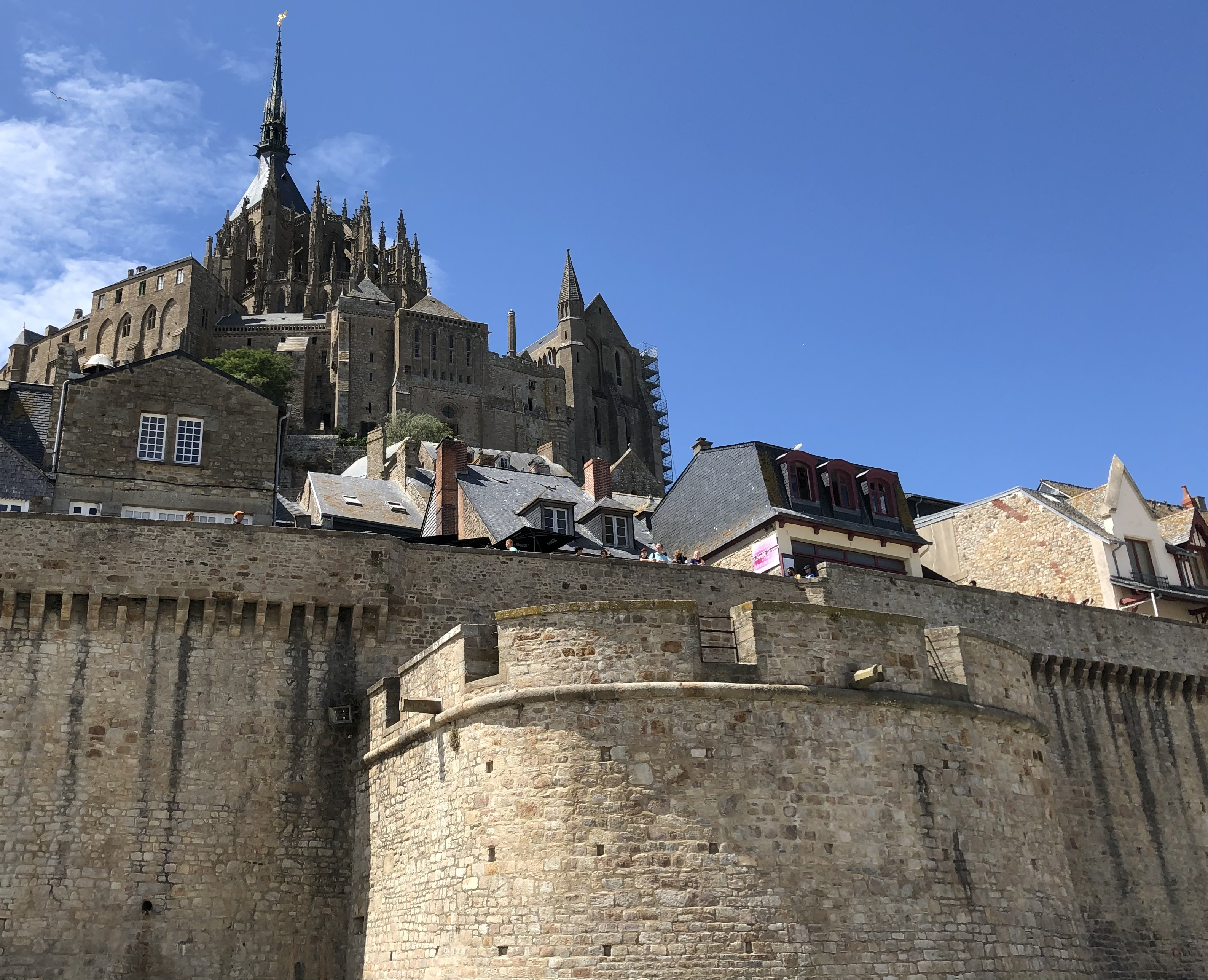
Blick von Osten

Der Niedrige Turm, auch Turm Basse (französisch Tour Basse) ist ein Turm der Stadtbefestigung Mont-Saint-Michel in der Gemeinde Le Mont-Saint-Michel in Frankreich.

## Lage
Der Turm befindet sich an der Ostseite des Mont Saint-Michel. Etwas weiter südlich steht der Freiheitsturm, nördlich der Halbmond. 

## Architektur und Geschichte
Der Turm wurde im Jahr 1732 an der Stelle eines Vorgängerbaus errichtet. Das Vorgängergebäude, eine Bastion, stammte aus dem Jahr 1493, war jedoch Ende des 17. Jahrhunderts durch die Auswirkungen von Meeresströmungen zerstört worden. Teile der alten Anlage wurden jedoch in den Neubau integriert.
Der Name des Turms verweist auf den Umstand, dass der Turm niedriger ist als die eigentliche Festungsmauer, der er seeseitig vorgesetzt ist. Zur Seeseite ist der Turm abgerundet, jedoch mit geraden Mauern zur Befestigungsmauer hin ausgeführt. Die Krone des Turms ist mit sechs Zinnen und drei Regenrinnen versehen.